# LMG 125-DEG
LMG 125-DEG bezeichnet einen Schiffstyp von Doppelendfähren. Von dem vom norwegischen Schiffsarchitekturbüro LMG Marin entworfenen Schiffstyp wurden vier Einheiten für die norwegische Reederei Fjord1 gebaut.

## Geschichte
Von dem Schiffstyp wurden im Mai 2007 vier Einheiten von der Reederei Fjord1 bestellt. Die Fähren wurden auf der polnischen Werft Gdańska Stocznia „Remontowa“ in Danzig gebaut. Der Schiffsentwurf stammte von LMG Marin in Bergen. Von der Bauwerft wurde der Schiffstyp unter der Bezeichnung „SKS 125“ geführt.
Die Schiffe verkehrten über den Storfjord zwischen Molde und Vestnes bzw. über den Flakkfjord zwischen Flakk und Rørvik. Nach einem Umbau im Jahr 2020 verkehren drei der Fähren über den Halsafjord zwischen Halsa und Kanestraum.
Die Moldefjord als Typschiff wurde mit dem Shippax Award 2010 in der Kategorie „Ferry Technology“ und dem Lloyds Green Ship Award 2010 ausgezeichnet.

## Beschreibung
Die Schiffe wurden als gas-/dieselelektrisch angetriebene Fähren gebaut. Für die Stromerzeugung stehen zwei Generatorsätze zur Verfügung. Die Mitsubishi-Motoren des Typs GS16R-MPTK mit jeweils 900 kW Leistung werden mit Flüssigerdgas angetrieben. Zusätzlich steht ein von einem Mitsubishi-Dieselmotor des Typs S12R-MPTA mit 1000 kW Leistung angetriebener Generator zur Verfügung. Als Antriebsmotoren dienen zwei Siemens-Elektromotoren mit jeweils 1000 kW Leistung, die jeweils eine Schottel-Propellergondel mit Twin-Festpropellern an den beiden Enden der Schiffe antreiben. Der Antrieb mit Flüssigerdgas reduziert die Emissionen von Stickoxiden um rund 80 % und von Kohlenstoffdioxid um rund 20 % im Vergleich zum Antrieb mit Dieselkraftstoff.
Die Fannefjord wurde 2016 durch den Einbau eines Energiespeichersystems mit 410 kWh Leistung zu einer Fähre mit Hybridantrieb umgebaut. Die anderen drei Fähren wurden ab August 2020 ebenfalls mit einem Hybridantrieb ausgestattet. Dafür wurden die Gasmotoren entfernt und durch Akkumulatoren als Energiespeicher ersetzt, so dass die Fähren vollelektrisch betrieben werden. Die Akkumulatoren werden an den Anlegern geladen. Der Dieselgenerator bleibt als Sicherungssystem bestehen. Die Fannefjord wird 2021/2022 auf einen vollelektrischen Antrieb umgebaut. Als Sicherheit werden neue Generatoren installiert, die von mit Biodiesel zu betreibenden Motoren angetrieben werden.
Die Schiffe verfügen über ein durchlaufendes, 116,7 m langes Fahrzeugdeck mit vier Fahrspuren. Das Fahrzeugdeck ist über klappbare Rampen an beiden Enden der Schiffe zugänglich. Es kann mit 750 t belastet werden. Die maximale Achslast beträgt 15 t. Die nutzbare Höhe auf dem durchlaufenden Fahrzeugdeck beträgt 5 Meter. Auf einer Seite befindet sich ein weiteres Fahrzeugdeck mit zwei Fahrspuren, das über Rampen an Bord zugänglich ist.
Das durchlaufende Fahrzeugdeck ist in der Mitte von den Decksaufbauten mit zwei Decks überbaut. Hier befindet sich unter anderem ein Aufenthaltsraum für Passagiere mit einem offenen Decksbereich sowie das mittig aufgesetzte Steuerhaus. Ein weiterer Aufenthaltsraum für Passagiere befindet sich seitlich auf dem Hauptdeck. Er ist von dem seitlichen Fahrzeugdeck überbaut, das nach oben vollständig offen ist. An Bord befindet sich ein Kiosk. Für die Schiffsbesatzung stehen neun Einzelkabinen zur Verfügung.

## Schiffe
| LMG 125-DEG   | LMG 125-DEG | LMG 125-DEG | LMG 125-DEG       |
| Bauname       | Baunummer   | IMO-Nummer  | Ablieferung       |
| ------------- | ----------- | ----------- | ----------------- |
| Moldefjord    | 607/1       | 9477115     | 20. November 2009 |
| Fannefjord    | 607/2       | 9477127     | 25. März 2010     |
| Romsdalsfjord | 607/3       | 9477139     | 28. Juli 2010     |
| Korsfjord     | 607/4       | 9534860     | 25. Oktober 2010  |

Die Schiffe fahren unter der Flagge Norwegens. Heimathafen ist Molde.